# Passerina leclancherii
Passerina leclancherii là một loài chim trong họ Cardinalidae.
Đây là loài đặc hữu của Mexico, nơi mà môi trường sống tự nhiên của chúng là rừng nhiệt đới hoặc cận nhiệt đới khô và cây bụi khô nhiệt đới hoặc cận nhiệt đới. Loài này hiện diện đông hơn trong rừng mọc thứ cấp hơn rừng không bị xáo trộn. Loài chim này đã được du nhập đến Oahu vào năm 1941 nhưng đã không tồn tại, và được xem như tuyệt chủng ở đó năm 1952.